# Michael York
Michael Hugh Johnson, mais conhecido como Michael York OBE (Fulmer, 27 de março de 1942), é um ator inglês.